# Liste de noms inspirés par Hollywood
Les noms inspirés par Hollywood (et liés à l'industrie cinématographique la plupart du temps) commencent le plus souvent par les premières lettres d'un lieu et finissent par -llywood ou -wood, Hollywood étant devenu par métonymie le symbole du cinéma américain.
Si le plus connu de ces mots est Bollywood, mot-valise né de Bombay et Hollywood pour désigner l'industrie du cinéma musical indien basée à Mumbai (anciennement Bombay) et dont les films sont réalisés en hindi, le plus ancien est Tollywood[réf. nécessaire], né en 1932 pour évoquer le cinéma bengali basé à Tollygunge.

## Cinéma

### Asie de l'Est
- Cantonwood : le cinéma de Hong Kong en cantonais
- Chinawood est le surnom des studios Hengdian World Studios, les plus grands de Chine
- Hallyuwood, surnom donné à l'industrie cinématographique de Corée du Sud
- Hogawood : cinéma japonais
- Taïwood : cinéma taïwanais

### Asie du Sud
- Bhojiwood, le cinéma en bhodjpouri
- Bollywood
- Coastalwood, le nom donné à l'industrie du cinéma indien en langue toulou dans les États du Karnataka et du Kerala.
- Chhollywood, le nom donné à l'industrie du cinéma indien de l’État de Chhattisgarh, dans le centre de l'Inde, dont les films sont réalisés dans la langue chhattisgarhi
- Dhallywood, le cinéma bangladais
- Follywood, le cinéma srilankais
- Gollywood ou Dhollywood est le nom donné à l'industrie du cinéma indien, basée à Mumbai, dans l'État du Maharashtra, dans l'ouest de l'Inde, dont les films sont réalisés en gujarati
- Jollywood, nom donné à l'industrie du cinéma en langue assamaise basé à Assam en Inde
- Kollywood, le nom donné à l'industrie du cinéma indien, basée à Chennai (anciennement Madras), dont les films sont réalisés en tamoul
- Mollywood,  le nom donné à l'industrie du cinéma indien, basée à Thiruvananthapuram, dont les films sont réalisés en malayalam.
- Ollywood, nom donné à l'industrie du cinéma indien, basée à Cuttack, dont les films sont réalisés en oriya.
- Pollywood
  - le cinéma en pachto
  - le cinéma en langue pendjabi
- Lollywood, le cinéma basé à Lahore, au Pakistan
- Sandalwood, nom donné à l'industrie du cinéma indien, basée à Bangalore, dont les films sont réalisés en kannada, et aussi en konkani et en tulu.
- Tollywood est le nom donné à deux industries du cinéma indien :
  - l'une basée à Hyderabad, dont les films sont réalisés en télougou
  - l'autre basée à Tollygunge, dont les films sont réalisés en bengali à Tollygunge : cinéma bengali

### Afrique
- Hillywood, autre nom du Rwanda Film Festival

- Kannywood, l'industrie du cinéma en haoussa

- Nollywood, l'industrie du cinéma nigérian

- Swahiliwood (en), cinéma de Tanzanie

- Ugawood (en), cinéma d'Ouganda

### Amérique
- Somaliwood, cinéma d'émigrés somaliens aux États-Unis

## Europe
- Etyekwood, surnom des Studios Korda

- Görliwood, surnom parfois donné à la ville allemande de Görlitz, qui, grâce à son patrimoine architectural préservé, accueille de nombreux tournages

- Pinewood Studios, studios de cinéma anglais

- Trollywood, établissement de production de films suédois